# NGC 914
NGC 914 je galaksija u zviježđu Andromeda.

## Vanjske poveznice
- SEDS: NGC 914